# Word on Fire
 (juillet 2023).
La mise en forme du texte ne suit pas les recommandations de Wikipédia : il faut le « wikifier ».
Les points d'amélioration suivants sont les cas les plus fréquents :
- Les titres sont pré-formatés par le logiciel. Ils ne sont ni en capitales, ni en gras.
- Le texte ne doit pas être écrit en capitales (les noms de famille non plus), ni en gras, ni en italique, ni en « petit »…
- Le gras n'est utilisé que pour surligner le titre de l'article dans l'introduction, une seule fois.
- L'italique est rarement utilisé : mots en langue étrangère, titres d'œuvres, noms de bateaux, etc.
- Les citations ne sont pas en italique mais en corps de texte normal. Elles sont entourées par des guillemets français : « et ».
- Les listes à puces sont à éviter, des paragraphes rédigés étant largement préférés. Les tableaux sont à réserver à la présentation de données structurées (résultats, etc.).
- Les appels de note de bas de page (petits chiffres en exposant, introduits par l'outil «  Source ») sont à placer entre la fin de phrase et le point final[comme ça].
- Les liens internes (vers d'autres articles de Wikipédia) sont à choisir avec parcimonie. Créez des liens vers des articles approfondissant le sujet. Les termes génériques sans rapport avec le sujet sont à éviter, ainsi que les répétitions de liens vers un même terme.
- Les liens externes sont à placer uniquement dans une section « Liens externes », à la fin de l'article. Ces liens sont à choisir avec parcimonie suivant les règles définies. Si un lien sert de source à l'article, son insertion dans le texte est à faire par les notes de bas de page.
- La présentation des références doit suivre les conventions bibliographiques. Il est recommandé d'utiliser les modèles {{Ouvrage}}, {{Chapitre}}, {{Article}}, {{Lien web}} et/ou {{Bibliographie}}. Le mode d'édition visuel peut mettre en forme automatiquement les références.
- Insérer une infobox (cadre d'informations à droite) n'est pas obligatoire pour parachever la mise en page.

Pour une aide détaillée, merci de consulter Aide:Wikification.
Si vous pensez que ces points ont été résolus, vous pouvez retirer ce bandeau et améliorer la mise en forme d'un autre article.
Word on Fire est une organisation catholique américaine à but non-lucratif fondée par l’évêque Robert Barron. Elle a pour but de propager la foi catholique, à la fois via les médias traditionnels et via internet.

## Format médiatique
Barron opérait initialement par radio et par la télévision, sur les ondes de la Relevant Radio et de WGN America, respectivement.
Désormais, Word on Fire est principalement actif sur les réseaux sociaux, notamment YouTube, mais commercialise également des DVD et des livres.
Le site Web de l'organisation contient des vidéos et articles sur la théologie catholique et son rapport à la société occidentale contemporaine.

## Catholicism(2011)
En 2011, Word on Fire a publié  Catholicism (Catholicisme en anglais), une série de 10 vidéos sur le catholicisme, du point de vue spirituel, culturel et historique. Cette série fut complimentée par le biographe George Weigel, les cardinaux Francis George et Timothy Dolan mais critiquée par l'organisation catholique conservatrice Church Militant.